# 逆転の女王
逆転の女王は、2010年10月18日から2011年2月1日まで韓国MBCにて放送されたテレビドラマ。全31話。

## 概要
2009年にMBCで放送された『僕の妻はスーパーウーマン（原題・内助の女王）』を手掛けた脚本パク・チウン、主演キム・ナムジュによる「女王」シリーズ第2弾。

## キャスト
- ファン・テヒ：キム・ナムジュ
- ポン・ジュンス：チョン・ジュノ
- ペク・ヨジン：チェ・ジョンアン
- ク・ヨンシク：パク・シフ
- ハン・ソンイ：ハ・ユミ
- ナ・ヨンジャ：パク・チョンス
- テヒの父：キム・ヨンゴン
- ポン・ソラ：シン・スヨン
- ファン・ヨニ：ハン・ヨウン
- ヨニの夫：キム・セミン
- オ・ミスン：ユ・ジイン
- ジュンスの父：ハン・ギュヒ
- ポン・ミグム：イ・ジュナ
- ポン・スングム：イ・ソニョン
- ポン・ヘグム：オ・ナラ
- ク・ホスン：チェ・ジョンウ
- チャン・スクチョン：キム・ヘジョン
- モク・ヨンチョル部長：キム・チャンワン
- オ・デス課長：キム・ヨンヒ
- カン・ドンウォン：アン・ソンテ
- ソ・ユギョン：カン・レヨン
- プ・ミナ：カ・ドゥギ
- オ・ギップム：チェ・ユニョン
- ヒョンジュ：オ・スミン
- 秘書：リュ・ジェヒ
- ガンウ：イム・ジギュ
- シン・ユンジュ：コ・ミヨン

## スタッフ
- 演出：キム・ナムォン
- 脚本：パク・ジウン